# Nowa Wieś (powiat sieradzki)
Nowa Wieś – wieś w Polsce położona w województwie łódzkim, w powiecie sieradzkim, w gminie Brzeźnio.
W latach 1975–1998 miejscowość należała administracyjnie do województwa sieradzkiego.
Przez miejscowość przebiega droga wojewódzka nr 482.
Przez miejscowość przepływa niewielka rzeka Żeglina, dopływ Warty.

## Historia
W XIX w. wieś należała do Rembowskich h. Ślepowron. Lucjan (Klemens ?) Rembowski, właściciel wsi, był dowódcą partii powstańczej w 1863 r.
Pod Nową Wsią 16 października 1863 r. został rozbity pluton powstańczy dowodzony przez Józefa Androszka.
W pobliżu wsi (przy szosie Sieradz – Złoczew) stoi krzyż związany z wydarzeniami powstania styczniowego.
Był tu dwór „wzór starych obszernych dworów drewnianych z charakterystycznym gankiem na filarach, budowany w końcu XVIII w.”. Jeden z bywających tam gości tak go opisał: „...był to obszerny, niski i stary dworek, do którego wiodła kraciasta altana ocieniona jedną dużą gałęzią dzikiego wina [...] Cała przyjemność majątku w Nowej Wsi to piękny liściasty ogród, jaki rozłożył się na znacznym obszarze dookoła domu”.
W dworze tym przyszedł na świat 9 czerwca 1878 r. Marian Rembowski (wojewoda łódzki, potem białostocki w II Rzeczypospolitej) jako trzeci syn Klemensa i Teodory z Wierzchlejskich z Karsznic. W roku 1809 posesorem (dzierżawcą) folwarku w Nowej Wsi był Ignacy Bogusławski herbu Ostoja, syn Jakuba i Marianny z Chodakowskich.